# Aurora (Colorado)
Aurora é uma cidade localizada no estado americano do Colorado, nos condados de Arapahoe, do qual é sede, Adams e Douglas. Foi fundada em 1891 e incorporada em 1929 como cidade. Com mais de 386 mil habitantes, de acordo com o censo nacional de 2020, é a terceira cidade mais populosa do estado e a 51ª mais populosa do país.

## Geografia
De acordo com o Departamento do Censo dos Estados Unidos, a cidade tem uma área de 416,2 km², dos quais 414,7 km² estão cobertos por terra e 1,5 km² (0,4%) por água.

## Demografia

### Censo 2020
De acordo com o censo nacional de 2020, a sua população é de 386 261 habitantes e sua densidade populacional é de 931,3 hab/km². Seu crescimento populacional na última década foi de 18,8%, acima do crescimento estadual de 14,8%. É a terceira cidade mais populosa do Colorado e a 51ª mais populosa dos Estados Unidos, ganhando cinco posições em relação ao censo anterior.
Possui 147 745 residências que resulta em uma densidade de 356,2 residências/km² e um aumento de 12,7% em relação ao censo anterior. Deste total, 4,8% das unidades habitacionais estão desocupadas. A média de ocupação é de 2,7 pessoas por residência.

### Censo 2010
Segundo o censo nacional de 2010, a sua população era de 325 078 habitantes e sua densidade populacional de 783,8 hab/km². Era a 56ª cidade mais populosa do país. Possuía 131 040 residências que resultava em uma densidade de 316 residências/km².